# 1-溴癸烷
1-溴癸烷是一种有机化合物，化学式为C10H21Br，它可由1-癸醇的溴化反应制得。它和叠氮化钠在二甲基亚砜中反应，可以得到癸基叠氮化物。它和三苯基膦在甲苯中回流反应，得到季𬭸盐正癸基三苯基溴化𬭸。